# Diecéze Arezzo-Cortona-Sansepolcro
Diecéze Arezzo-Cortona-Sansepolcro (latinsky Dioecesis Arretina-Cortonensis-Biturgensis seu Burgi Sancti Sepulchri) je římskokatolická diecéze v italské oblasti Toskánsko, která tvoří součást Církevní oblasti Toskánsko. Je sufragánní vůči arcidiecézi florentské.

## Stručná historie
Diecéze Arezzo byla podle legendy založena sv. Romulem, žákem sv. Petra a pozdějším biskupem fiesolským, biskupská linie je doložena až od 4. století, prvním biskupem je sv. Satyrus z Arezza. Patronem města a diecéze je jeho nástupce sv. Donatus z Arezza. V 18. století, během episkopátu kardinála Giovanni Antonia Guadagniho dostali biskupové právo nosit palium a užívat arcibiskupský kříž (privilegium bylo odvoláno v roce 1986). BIskupoví také měli titul říšského knížete. 
V roce 1325 byla z diecéze Arezzo vyčleněna diecéze Cortona, která byla podřízena bezprostředně Svatému Stolci. NEjdůležitější světicí této diecéze byla sv. Markéta z Cortony.
Ve městě Sansepolcro vznikla svatyně, která uchovávala relikvie ze Svaté země, kde vznikl klášter kamaldulských mnichů, na čas opatství nullius. V roce 1515 papež Lev X. zřídil novou diecézi. 
Již v roce 1975 byl arezzský biskup Telesforo Giovanni Cioli jmenován i biskupem v Sansepolcro, a v roce 1978 se stal i biskupem cortonským. V roce 1986 byly tři diecéze plně spojeny, a byly podřízeny florentské metropoli. 